# Liste der Biografien/Niew
Liste der Biografien |
Portal Biografien |
Personensuche
# |
A |
B |
C |
D |
E |
F |
G |
H |
I |
J |
K |
L |
M |
N |
O |
P |
Q |
R |
S |
T |
U |
V |
W |
X |
Y |
Z |
?
 
Na |
Nb |
Nc |
Nd |
Ne |
Nf |
Ng |
Nh |
Ni |
Nj |
Nk |
Nl |
Nm |
Nn |
No |
Nr |
Ns |
Nt |
Nu |
Nv |
Nw |
Nx |
Ny |
Nz
 
Nia |
Nib |
Nic |
Nid |
Nie |
Nif |
Nig |
Nih |
Nii |
Nij |
Nik |
Nil |
Nim |
Nin |
Nio |
Nip |
Niq |
Nir |
Nis |
Nit |
Niu |
Niv |
Niw |
Nix |
Niy |
Niz
 
Nieb |
Niec |
Nied |
Nief |
Nieg |
Nieh |
Niej |
Niek |
Niel |
Niem |
Nien |
Niep |
Nier |
Nies |
Niet |
Nieu |
Niev |
Niew
Die Liste der Biografien führt alle Personen auf, die in der deutschsprachigen Wikipedia einen Artikel haben. Dieses ist eine Teilliste mit 31 Einträgen von Personen, deren Namen mit den Buchstaben „Niew“ beginnt.

## Niew

### Niewa
- Niewalda, Paul (1928–2016), deutscher Bibliothekar
- Niewand, Günter (* 1936), deutscher Fußballspieler

### Niewe
- Nieweg, Simone (* 1962), deutsche Fotografin der Düsseldorfer Fotoschule
- Nieweler, Malte (* 1994), deutscher Fußballspieler
- Niewerth, August (* 1890), deutscher Ingenieur und Flugpionier
- Niewerth, Heinrich (1937–2024), deutscher Politiker (CDU), MdL
- Niewerth-Baumann, Esther (* 1968), deutsche Rechtsanwältin und Politikerin (CDU), MdL

### Niewi
- Niewiadoma, Katarzyna (* 1994), polnische RadrennfahrerinKatarzyna Niewiadoma (* 1994)

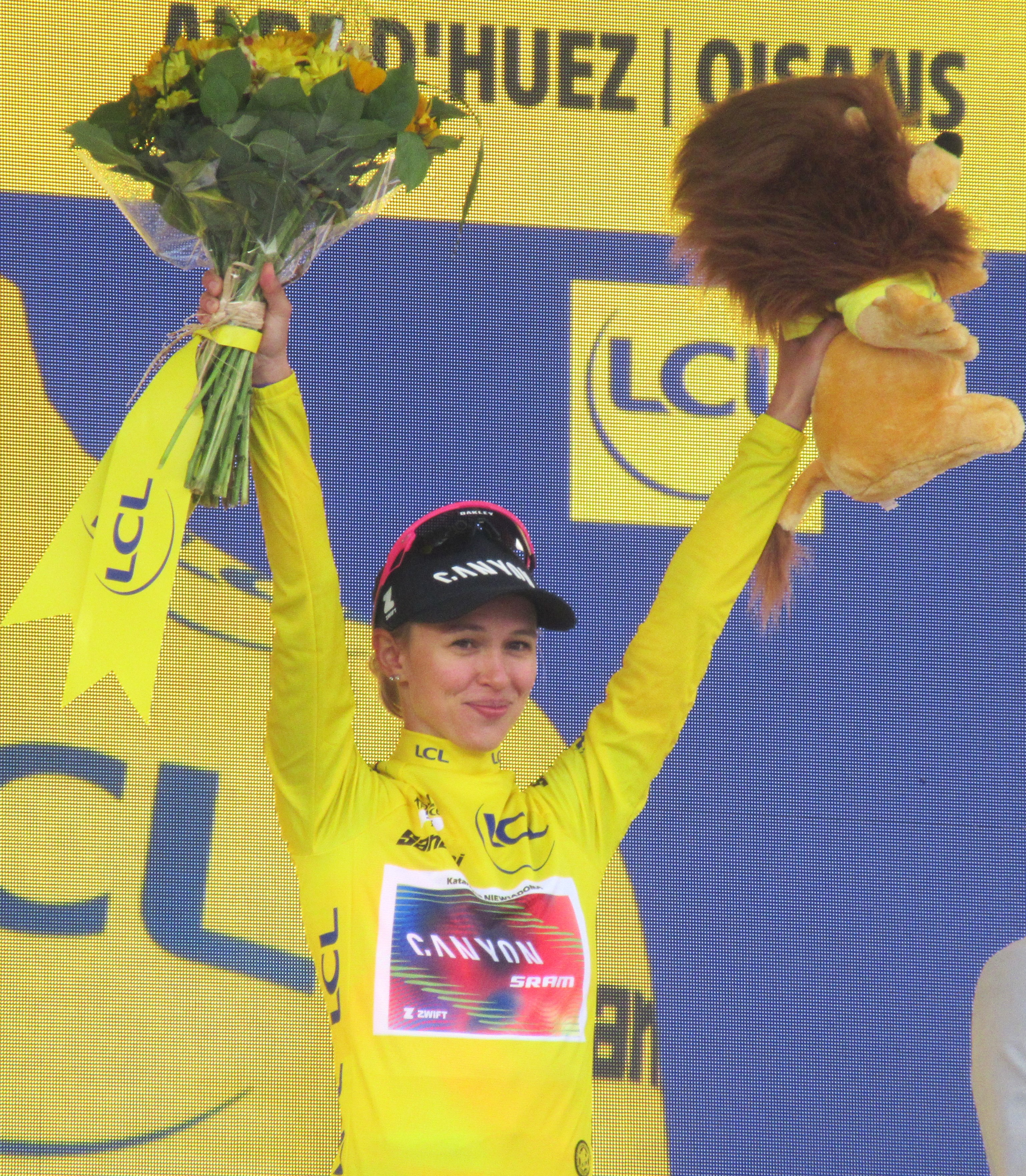
Katarzyna Niewiadoma (* 1994)

- Niewiadomska, Julia (* 2002), polnische Handballspielerin
- Niewiadomski, Eligiusz (1869–1923), polnischer Maler und Mörder von Gabriel Narutowicz
- Niewiadomski, Józef (* 1951), polnisch-österreichischer katholischer Theologe
- Niewiadomski, Stanisław (1859–1936), polnischer Komponist, Dirigent, Musikpädagoge und -kritiker
- Niewiarowski, Aleksander (1824–1892), polnischer Schriftsteller und Kolumnist
- Niewiarowski, Ireneusz (* 1953), polnischer Politiker, Mitglied des Sejm und des Senats
- Niewiera, Elwira (* 1976), polnische Regisseurin und Drehbuchautorin
- Niewierowicz, Jarosław (* 1976), litauischer Politiker, Diplomat (2001–2006) und Vizeminister (2006–2008)
- Niewiesch, Viktor (* 1877), Generaldezernent der Polizei bei der Bezirksregierung Arnsberg
- Niewisch-Lennartz, Antje (* 1952), deutsche Juristin und Politikerin (Bündnis 90/Die Grünen)

### Niewo
- Niewodniczańska, Marie-Luise (* 1938), deutsche Architektin
- Niewodniczański, Henryk (1900–1968), polnischer Kernphysiker
- Niewodniczański, Tomasz (1933–2010), polnischer Kernphysiker, deutscher Unternehmer und europäischer Sammler
- Niewöhner, Friedrich (1941–2005), deutscher Philosophiehistoriker und Hochschullehrer
- Niewöhner, Heinrich (1889–1959), deutscher germanistischer Mediävist
- Niewöhner, Jannis (* 1992), deutscher SchauspielerJannis Niewöhner (* 1992)

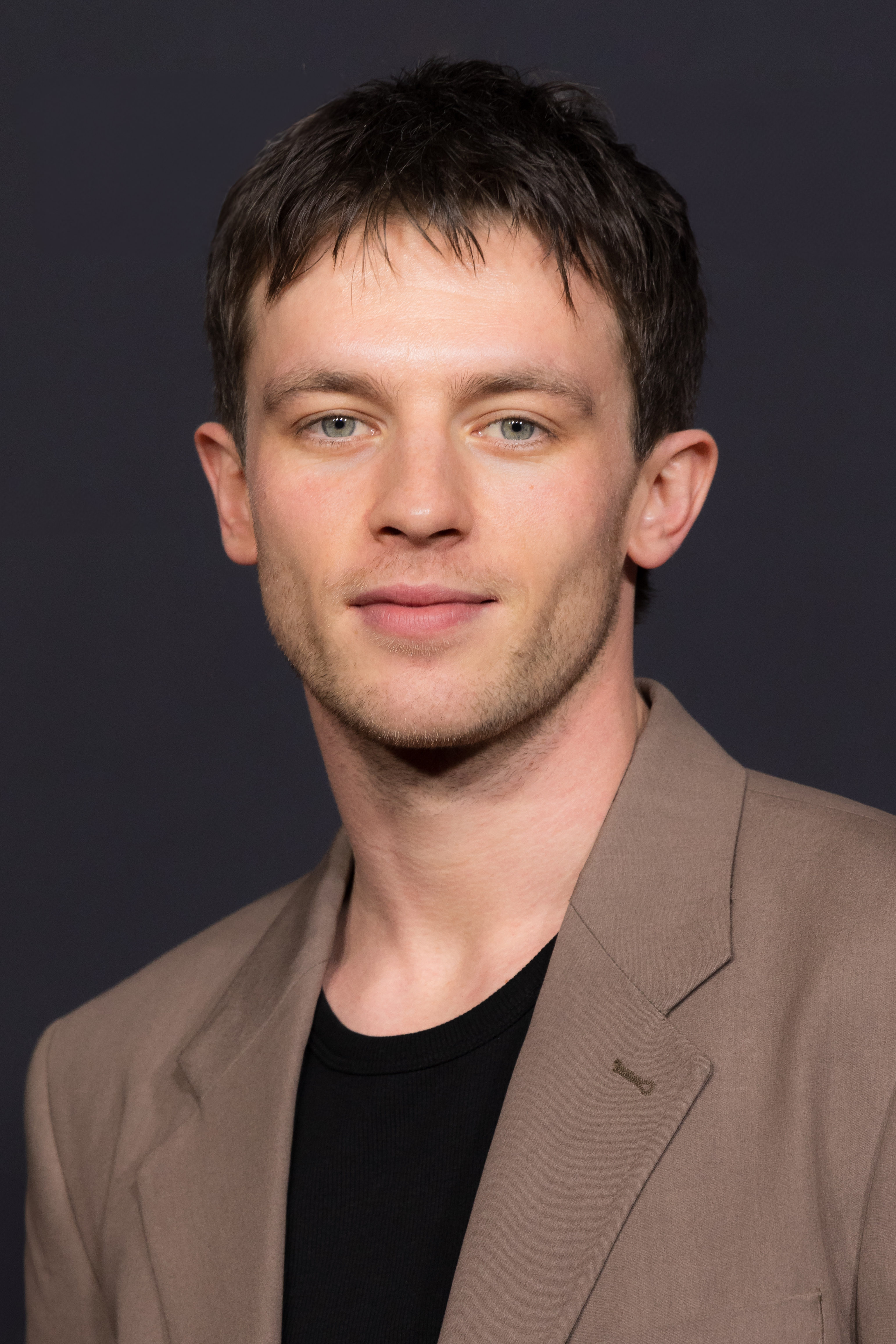
Jannis Niewöhner (* 1992)

- Niewöhner, Jörg (* 1975), deutscher Sozialanthropologe
- Niewöhner, Philipp (* 1975), deutscher Christlicher Archäologe
- Niewöhner, Wilhelm (1888–1946), preußischer Landrat des Kreises Sankt Goarshausen und Oberregierungsrat
- Niewood, Adam (* 1977), US-amerikanischer Jazzmusiker
- Niewood, Gerry (1943–2009), amerikanischer Jazzmusiker

### Niewr
- Niewrzawa, Paweł (* 1992), polnischer Handballspieler

### Niews
- Niewska, Olga (1898–1943), russisch-polnische Bildhauerin